# Amfreville-la-Campagne
Amfreville-la-Campagne foi uma antiga comuna francesa na região administrativa da Normandia, no departamento de Eure. Estendia-se por uma área de 6,64 km². Em 2010 a comuna tinha 1 213 habitantes (densidade: 182,7 hab./km²).
Em 1 de janeiro de 2016, passou a formar parte da nova comuna de Amfreville-Saint-Amand.